# 5-cloro-1-penteno
El 5-cloro-1-penteno, llamado también 5-cloropent-1-eno o cloruro de 4-pentenilo, es un compuesto orgánico de fórmula molecular C5H9Cl. Es un haloalqueno lineal de cinco carbonos con un átomo de cloro unido a uno de los carbonos terminales y un doble enlace en el extremo opuesto de la cadena carbonada.

## Propiedades físicas y químicas
A temperatura ambiente, el 5-cloro-1-penteno es un líquido con una densidad inferior a la del agua, ρ = 0,889 g/cm³. Tiene su punto de ebullición a 102 °C y su punto de fusión a -74 °C, siendo este último valor estimado.
El valor del logaritmo de su coeficiente de reparto, logP = 2,53, indica que es más soluble en disolventes apolares que en disolventes polares.
Su solubilidad en agua es de aproximadamente 370 mg/L.

## Síntesis
El 5-cloro-1-penteno puede ser sintetizado tratando una disolución de 4-penten-1-ol en éter y piridina con cloruro de tionilo. La reacción se mantiene a 75 °C durante hora y media.
También se puede preparar este compuesto a partir de 1,1-dibromo-5-cloropentano y butil-litio en éter dietílico a -30 °C de temperatura. En este caso el rendimiento es del 75%.
Otro método de síntesis consiste en la hidroaluminación de 5-cloro-1-pentino con hidruro de diisobutilaluminio, reacción catalizada por níquel, que conlleva la formación de los correspondientes isómeros de α-vinilaluminio. Su posterior tratamiento con cloro permite obtener 5-cloro-1-penteno.

## Usos
El 5-cloro-1-penteno es precursor de compuestos como 5-cloro-1-iodopentano.
También puede ser desproporcionado —reacción en la que una olefina se transforma en otras olefinas de diferentes pesos moleculares— en etileno, y cis- y trans-1,8-dicloro-4-octeno. Para ello, se usa un sistema catalítico que comprende un metal de los grupos IVa, IVb, Vb, VIb, VIIb, VIII y Ib de la tabla periódica y al menos un complejo de carbeno neutro, es decir, no iónico.
El tratamiento de 5-cloro-1-penteno con borano/tetrahidrofurano a 0 °C proporciona un compuesto de organoboro, cuya oxidación con N-óxido de trimetilamina en diglima permite obtener 5-cloropentanol. El rendimiento de este procedimiento es del 95%.
Igualmente, en presencia de aire y agua, trialquilboranos generados in situ a partir de borano y 5-cloro-1-penteno, pueden agregarse a benzo-1,4-quinona para dar benceno-1,4-dioles 2-sustituidos.